# 西岡遼
西岡 遼（にしおか りょう）は、NHKのアナウンサー。

## 人物
福井県鯖江市出身。早稲田大学法学部卒業。2018年に入局。初任地は甲府放送局。2022年4月に大分放送局へ異動。

## 嗜好・挿話
- 合唱が好き。早稲田大学グリークラブに所属していた[3]。

## 現在の担当番組
- 福岡県のニュース・中継・リポート
- 各種スポーツ中継（サッカー、高校野球など）

## 過去の担当番組
甲府放送局時代（2018年度 - 2021年度）
- どーも、NHK（2018年6月3日）- 新人お披露目
- 山梨県のニュース・中継・リポート
- Newsかいドキ（リポーター）
- NHKニュースおはよう日本・関東甲信越（2019年11月16日） - 新名物!ご当地サーモン 山梨県富士川町から中継

大分放送局時代（2022年度 - ）
- いろどりOITA（キャスター）（2022年4月4日 - 2023年3月31日[4]）
- ニュース845福岡（2022年10月19日、2023年12月6日・応援派遣要員） - 福岡局より
- はっけんラジオ - 福岡局より
  - 「健康講座・大丈夫?アイメイク目のトラブルに注意」（2022年10月19日）
  - はっけんラジオスペシャル「九州沖縄LGBTQ最新事情～若者たちと考える夕べ～」（2022年12月4日） - リポーター（大分発）
  - 「ドクター小野村のなるほど・大流行プール熱!アルコールが効かない」（2023年12月6日）
- ラジオニュース（九州沖縄、R1・FM）の泊まり勤務担当（2022年10月20日 - 21日、2023年12月7日 - 8日・応援派遣要員）[注釈 1]
- Jリーグ中継2023
  - 「大分トリニータ」対「ロアッソ熊本」（2023年5月13日・大分県域、熊本県域） - 実況
- 大雨関連特設ニュース（2023年7月10日・全国放送） - 大分放送局より大分県の災害状況を伝えた[注釈 2]。
- 台風6号関連特設ニュース（2023年8月8日・九州地方） - 大分放送局より大分県内の災害状況を伝えた[注釈 3]
- 第105回全国高等学校野球選手権記念大会（2023年8月19日・23日）- アルプススタンドリポート[注釈 4]
- 第153回九州地区高等学校野球大会（FM・R1）
  - 準決勝「東海大福岡」対「明豊」（2023年11月2日）- ラジオ実況
  - 決勝「熊本国府」対「明豊」（2023年11月3日）- インタビュー
- 九州・沖縄地方のニュース（2023年12月6日・応援派遣要員） - 福岡局より
- ぶんドキ
  - 宮崎大地の代理キャスター（2023年12月25日、12月28日、2024年8月13日、12月23日 - 27日）
- Jリーグ中継2024
  - 開幕節 「大分トリニータ」対「ベガルタ仙台」（2024年2月25日・大分県域[注釈 5]） - 実況